# 5-carbossimetil-2-idrossimuconico-semialdeide deidrogenasi
La 5-carbossimetil-2-idrossimuconico-semialdeide deidrogenasi è un enzima appartenente alla classe delle ossidoreduttasi, che catalizza la seguente reazione:
5-carbossimetil-2-idrossimuconato semialdeide + H2O + NAD+ ⇄ 5-carbossimetil-2-idrossimuconato + NADH + 2 H+
L'enzima è coinvolto nella via di degradazione della tirosina in Artrobacter sp.